# José Vidal Porcar
José Vidal Porcar (Martorell, 2 de febrero de 1920-Barcelona, 15 de junio de 1992) fue un ciclista español que corrió entre 1945 y 1953. Su principal éxito fue una victoria de etapa a la Vuelta en Cataluña de 1952.

## Palmarés
- 1950
  - 3º en el Campeonato de España en Ruta

- 1951
  - Campeón de España por Regiones

- 1952
  - Vencedor de una etapa de la Volta a Cataluña
  - Campeón de España por Regiones

### Resultados en el Tour de Francia
- 1953. 74.º de la clasificación general

### Resultados en el Giro de Italia
- 1953. 67.º de la clasificación general